# Timor portoghese
Timor portoghese fu una colonia dell'Impero portoghese, oggi Repubblica Democratica di Timor Est. Durante questo periodo il Portogallo condivise l'isola di Timor con le Indie orientali olandesi e, successivamente dal 1949 al 1975, con l'Indonesia.
I primi europei giunti nella regione furono i portoghesi nel 1515. Frati domenicani si insediarono sull'isola nel 1556, e il territorio fu dichiarato colonia portoghese nel 1702. In seguito a un processo di decolonizzazione iniziato da Lisbona nel 1974, l'Indonesia invase il territorio nel 1975 ponendo fine al dominio portoghese.

## Storia

### Periodo pre-coloniale
Prima dell'arrivo delle potenze coloniali europee, l'isola di Timor faceva parte delle reti commerciali che si estendevano tra l'India e la Cina e incorporavano i paesi marittimi dell'Asia del sud-est. Le ampie coltivazioni di sandalo erano la principale materia prima dell'isola. Le prime potenze europee giunte nell'area furono i portoghesi all'inizio del XVI secolo, seguiti dagli olandesi alla fine del medesimo secolo. Entrambi giunsero in cerca delle leggendarie "isole delle spezie" (ossia l'arcipelago delle Molucche). All'inizio i portoghesi sbarcarono vicino alla moderna Pante Macassar e, nel 1556, un gruppo di frati domenicani fondò il villaggio di Lifau.
Nei tre secoli successivi, gli olandesi arriveranno a dominare l'intero arcipelago indonesiano ad eccezione della metà orientale di Timor, che diventerà il Timor portoghese. I portoghesi introdussero la coltura del mais destinata all'autoconsumo e quella del caffè finalizzata all'esportazione. I sistemi locali relativi al fisco e al controllo del lavoro furono mantenuti, e in base agli stessi le imposte venivano pagate attraverso il lavoro e una parte dei raccolti di caffè e del legno di sandalo. I portoghesi introdussero i mercenari nelle comunità di Timor e i leader locali assunsero i soldati portoghesi per muover guerra alle tribù vicine. Con l'utilizzo del moschetto portoghese, gli uomini di Timor divennero cacciatori di cervi, destinando corna e pelle di cervo all'esportazione.
I portoghesi introdussero a Timor Est la tradizione cattolica, l'alfabeto romano, la pressa per la stampa e l'istruzione formale. Nella parte orientale dell'isola la popolazione vide l'arrivo di vari gruppi di persone che si mescolarono ai residenti: non solo i portoghesi e i meticci, ma anche abitanti di altre colonie portoghesi dell'area: Goa e Macao, prime tra tutte. La lingua portoghese fu introdotta negli affari di stato e chiesa, con gli abitanti provenienti dalle altre colonie portoghesi che utilizzavano anche il malese. In base alla politica coloniale, la cittadinanza portoghese era disponibile per chi dimostrava di aver assimilato la lingua, la letteratura e la religione portoghesi; fino al 1970 1.200 indigeni, per lo più appartenenti all'aristocrazia, residenti a Dili o nelle principali città, hanno ottenuto la cittadinanza portoghese. Al momento della fine dell'amministrazione coloniale nel 1974, il 30% degli abitanti di Timor professava la religione cattolica mentre la maggioranza continuava a praticare il culto degli spiriti del cielo e della terra.

### Fondazione della colonia
Nel 1702, con l'invio da Lisbona del primo governatore (António Coelho Guerreiro), il territorio divenne ufficialmente una colonia portoghese, con il nome di Timor portoghese e Lifau come capitale. Il controllo portoghese sul territorio fu particolarmente insignificante nell'entroterra montuoso. I frati domenicani, gli occasionali incursori olandesi e gli stessi abitanti di Timor competevano con i commercianti portoghesi. Il controllo degli amministratori coloniali era ampiamente ristretto all'area di Dili, ed essi dovevano fare affidamento sui capi delle tribù locali per mantenere il controllo e l'influenza.
La capitale fu spostata a Dili nel 1767, a causa degli attacchi sferrati dagli olandesi, i quali stavano colonizzando il resto dell'isola nonché l'arcipelago circostante, che ad oggi costituisce lo stato dell'Indonesia. Il confine tra il Timor portoghese e le Indie Orientali Olandesi fu ufficialmente stabilito nel 1859 con il Trattato di Lisbona. Nel 1913 i portoghesi e gli olandesi si accordarono formalmente in merito alla spartizione dell'isola. Il confine definitivo fu tracciato dall'Aia nel 1916, ed è rimasto fino ad oggi diventando la frontiera internazionale tra gli stati moderni di Timor Est e Indonesia.
Per i portoghesi, Timor Est rimase poco più che una trascurata base commerciale fino alla fine del XIX secolo. Gli investimenti in infrastrutture, sanità ed istruzione erano minimi. Il sandalo rimase la principale coltura da esportazione, con le esportazioni di caffè che divennero significative a metà del XIX secolo. Nei luoghi in cui il dominio portoghese si affermò, fu brutale e teso allo sfruttamento.

### Ventesimo secolo

Stemma del Timor portoghese (1935-1975)

All'inizio del XX secolo, la vacillante economia nazionale spinse i portoghesi a trarre maggiori profitti dalle proprie colonie, ottenendo un incremento della resistenza al dominio portoghese a Timor Est. Nel 1910-12 una ribellione locale, repressa con l'intervento di truppe militari portoghesi dalle colonie in Mozambico e Macao, si concluse con la morte di 3.000 indigeni.
Sebbene il Portogallo si fosse mantenuto neutrale durante la seconda guerra mondiale, nel dicembre 1941 le forze australiane e olandesi, temendo che l'isola potesse divenire una base giapponese, ne violarono la neutralità occupandola.
Nel febbraio del 1942 le forze giapponesi avanzarono rapidamente attraverso il sud-est asiatico; occuparono Timor annullando le frontiere olandese e portoghese e facendo diventare l'isola un'unica regione sotto l'amministrazione militare giapponese. 400 soldati australiani e olandesi intrappolati sull'isola dall'invasione giapponese ingaggiarono una campagna di guerriglia, che impegnò le truppe giapponesi provocando loro oltre mille vittime.
Gli alleati inviarono soldati a Timor, con l’obiettivo di fermare l’avanzata nipponica ed impedire la manutenzione delle piste aeree e dei ponti che potessero permettere attacchi contro il nord dell’Australia. Quando, nel gennaio 1943, dopo la sconfitta di Guadalcanal, l’Australia ebbe la certezza che il Giappone non avrebbe più potuto invaderla, si ritirò da Timor, lasciando campo aperto alla dura rappresaglia giapponese nei confronti della popolazione locale che aveva sostenuto i guerriglieri. Alla fine della guerra i morti timorensi si stima siano stati 40-60.000; l'economia era in rovina e la carestia diffusa . Nel 1945 a guerra finita gli olandesi ripresosi la parte ovest di Timor restituirono alla sovranità portoghese Timor est.

### Fine del dominio portoghese
In seguito alla Rivoluzione dei Garofani del 1974, il nuovo governo sostenne un graduale processo di decolonizzazione dei territori portoghesi in Asia e Africa. Nell'aprile 1974, quando i partiti politici di Timor Est furono legalizzati, si distinsero tre protagonisti. L'"União Democrática Timorense" (UDT) si batteva per fare in modo che Timor Est rimanesse protettorato portoghese, e in settembre annunciò il proprio sostegno per l'indipendenza. La "Frente Revolucionaria de Timor-Leste Independente" (FRETILIN) appoggiava «le dottrine universali del socialismo», così come «il diritto all'indipendenza» e successivamente si dichiarò «l'unico rappresentante legittimo del popolo». Un terzo partito, l'"Associacão Popular Democratica Timorense" (APODETI), emerse sostenendo l'integrazione di Timor Est con l'Indonesia esprimendo la preoccupazione che un Timor Est indipendente sarebbe risultato economicamente debole e vulnerabile.
L'anno seguente, Timor Est dichiarò la propria indipendenza.
Nel dicembre 1975 l'Indonesia invase il territorio, dichiarandolo 27ª provincia dell'Indonesia nel 1976. L'annessione non venne comunque riconosciuta dalle Nazioni Unite. L'ultimo governatore del Timor portoghese fu Mário Lemos Pires nel periodo 1974-75. In seguito alla fine dell'occupazione indonesiana nel 1999, e a un periodo di amministrazione transitoria delle Nazioni Unite, Timor Est divenne indipendente nel 2002.
La valuta era l'escudo del Timor portoghese, agganciato all'escudo portoghese, utilizzata fino al 1975, quando ha cessato di esistere a causa dell'annessione di Timor Est da parte dell'Indonesia e la conseguente sostituzione con la rupia indonesiana.